# Championship Manager
Championship Manager, CM, är en spel-serie för PC. Senare upplagor har även kommit till Xbox, Playstation och Playstation portable. Det är en fotbollssimulering där spelaren tar över ett av ca 3 000 lag från alla möjliga ligor. Spelaren kan sedan bl.a. köpa och sälja spelare för att få ihop ett bättre lag, välja taktiker för laget, träningsschemor etc. Eftersom spelserien eftersträvar realism finns inte något egentligt mål, annat än de man själv sätter, till exempel att vinna inhemska ligor eller kvalificera sig till internationella cuper. 
Spelserien har anmärkningsvärt låga grafikkrav, eftersom den mesta informationen till spelaren förmedlas genom text. Sedan upplagan CM 4, som kom 2002, finns det dock en möjlighet att följa matcherna i ett 2D-perspektiv sett ovanifrån.
Följande upplagor av CM-serien har släppts:
- CM 1 (släpptes 1993)
- CM Italia (1994)
- CM2 (1995)
- CM 96/97 (1996)
- CM 97/98 (1997)
- CM 3 (1998)
- CM 99/00 (1999)
- CM 00/01 (2000)
- CM 01/02 (2001)
- CM 4 (2002)
- CM 03/04 (2003)
- CM 5 (2004)
- CM 2006 (2005)
- CM 2007 (2006)
- CM 2008 (2007)

Spelen fram till CM 03/04 är utvecklade av Sports Interactive. Sedan november 2004 har spelserien fortsatt under namnet Football Manager och publiceras av SEGA. Eidos behöll rättigheterna till varumärket och till att få ha kvar alla gamla databaser. Spelserien utvecklas numera av BGS (Beautiful Game Studios). 
Online-versionen av CM, Championship Manager Online, har utvecklats av svenska utvecklaren Jadestone.